# Provinz Páucar del Sara Sara
Die Provinz Páucar del Sara Sara gehört zur Verwaltungsregion Ayacucho in Südwest-Peru. Sie besitzt eine Fläche von 2097 km². Bei der Volkszählung 2017 wurden in der Provinz 9609 Einwohner gezählt. 10 Jahre zuvor betrug die Einwohnerzahl 11.012. Verwaltungssitz ist Pausa.

## Geographische Lage
Die Provinz Páucar del Sara Sara liegt im Süden der Region Ayacucho. Die Provinz liegt in der peruanische Westkordillere am Mittellauf des Río Marán, rechter Quellfluss des Río Ocoña. An der südwestlichen Provinzgrenze erhebt sich der Vulkan Sarasara.
Die Provinz Páucar del Sara Sara grenzt im Nordwesten an die Provinz Parinacochas, im Südosten an die Provinz La Unión (Region Arequipa) sowie im Süden an die Provinz Caravelí (Region Arequipa).

## Verwaltungsgliederung
Die Provinz Páucar del Sara Sara besteht aus 10 Distrikten. Der Distrikt Pausa ist Sitz der Provinzverwaltung.
| Distrikt                | Verwaltungssitz         |
| ----------------------- | ----------------------- |
| Corculla                | Corculla                |
| Colta                   | Colta                   |
| Lampa                   | Lampa                   |
| Marcabamba              | Marcabamba              |
| Oyolo                   | Oyolo                   |
| Pararca                 | Pararca                 |
| Pausa                   | Pausa                   |
| San Javier de Alpabamba | San Javier de Alpabamba |
| San José de Ushua       | San José de Ushua       |
| Sara Sara               | Quilcata                |